# Buch-Geiseldorf
Buch-Geiseldorf è stato un comune austriaco nel distretto di Hartberg, in Stiria. È stato istituito nel 1959 e soppresso il 31 dicembre 2012; dal 1º gennaio 2013 le sue frazioni di Geiseldorf, Oberbuch, Unterbuch e Unterdombach sono state aggregate al comune di Buch-Sankt Magdalena, nel nuovo distretto di Hartberg-Fürstenfeld, assieme all'altro comune soppresso di Sankt Magdalena am Lemberg.